# Agoura Hills
Agoura Hills és una ciutat dels Estats Units a l'estat de Califòrnia. Segons el cens del 2000 tenia 20.537 habitants.

## Demografia
Segons el cens del 2000, Agoura Hills tenia 20.537 habitants, 6.874 habitatges, i 5.588 famílies. La densitat de població era de 969,4 habitants/km².
Dels 6.874 habitatges en un 47,3% hi vivien nens de menys de 18 anys, en un 67,7% hi vivien parelles casades, en un 9,9% dones solteres, i en un 18,7% no eren unitats familiars. En el 13,8% dels habitatges hi vivien persones soles el 3% de les quals corresponia a persones de 65 anys o més que vivien soles. El nombre mitjà de persones vivint en cada habitatge era de 2,98 i el nombre mitjà de persones que vivien en cada família era de 3,3.
Per edats la població es repartia de la següent manera: un 30,5% tenia menys de 18 anys, un 6,3% entre 18 i 24, un 27,6% entre 25 i 44, un 29,4% de 45 a 60 i un 6,2% 65 anys o més.
L'edat mediana era de 38 anys. Per cada 100 dones de 18 o més anys hi havia 94 homes.
La renda mediana per habitatge era de 87.008 $ i la renda mediana per família de 95.765 $. Els homes tenien una renda mediana de 72.081 $ mentre que les dones 42.656 $. La renda per capita de la població era de 39.700 $. Entorn del 2,8% de les famílies i el 3,5% de la població estaven per davall del llindar de pobresa.

## Poblacions properes
El següent diagrama mostra les poblacions més properes.